# Kingston (New York)
Kingston je grad u američkoj saveznoj državi New York. Prema popisu stanovništva iz 2010. u njemu je živjelo 23.893 stanovnika.